# البيتلز: ارجع (مسلسل)
البيتلز: ارجع (بالإنجليزية: The Beatles: Get Back) مسلسل وثائقي لعام 2021 من إخراج وإنتاج بيتر جاكسون. يغطي المسلسل الفترة التي تم فيها إنتاج فريق البيتلز لألبومهم الصادر عام 1970 تحت عنوان "فلتكن Let it be" الذي كان يطلق عليه أثناء صنعه "ارجع Get back".
ويعتمد المسلسل، إلى حد كبير، على اللقطات غير المستخدمة والمقاطع الصوتية التي تم تصويرها لفيلم الفريق الوثائقي الصادر عام 1970. يبلغ إجمالي وقت عرض هذا المسلسل الوثائقي ثماني ساعات تقريبًا، ويتألف من ثلاث حلقات تتراوح مدة كل منها بين ساعتين وثلاث ساعات، وتغطي كل حلقة فترة حوالي 21 يومًا من وقت التسجيل بالاستوديو.
شارك في إنتاج المسلسل أيضًا بول مكارتني، ورينجو ستار، ويوكو أونو (زوجة الراحل جون لينون)، وأوليفيا هاريسون (زوجة الراحل جورج هاريسون)، وتم تقديم المسلسل من استوديوهات والت ديزني بالاشتراك مع شركة "آبل" وشركة "أفلام وينج نوت WingNut Films".
تم عرضه لأول مرة بثلاثة إصدارات يومية متتالية في "ديزني بلس" (خدمة بث فيديو أمريكية حسب الطلب أطلقت عام 2019) بدءًا من 25 نوفمبر 2021. وصدر جزء من المسلسل، الذي يحمل عنوان "البيتلز: ارجع - عرض موسيقي على السطح The Rooftop Concert" إلى دور العرض (IMAX) الأمريكية  في عبر العديد من المدن الأمريكية في 30 يناير 2022. ثم صدر دوليًا بين 11 و 13 فبراير 2022. وصدر على أقراص (DVD) وبلو راي في 12 يوليو 2022.
وصف المخرج والمنتج بيتر جاكسون المسلسل بأنه: "فيلم وثائقي عن فيلم وثائقي".
اشاد النقاد بالمسلسل لتغطيته للعملية الإبداعية للفريق، على الرغم من أن المنتقدين انتقدوا مدة العرض الطويلة نسبيًا. وصفه المعلقون بأنه يمثل تحديًا للمعتقدات القديمة القائلة بأن إنتاج ألبوم "فلتكن" قد تميز بالتوترات بين فريق البيتلز، وبدلاً من ذلك أظهر جانبًا أكثر تفاؤلاً أثناء إنتاجه.

## الشخصيات الرئيسية
فريق البيتلز
جون لينون: جيتار (رئيسي – إيقاعي) – غناء رئيسي وغناء مساعد
بول مكارتني: جيتار باص وبيانو – غناء رئيسي وغناء مساعد
جورج هاريسون: جيتار رئيسي – غناء رئيسي وغناء مساعد
رينجو ستار: طبول – غناء رئيسي وغناء مساعد
بالاشتراك مع
مال إيفانز: مدير جولات الفريق
يوكو أونو: زوجة جون لينون
جورج مارتن: منتج موسيقى البيتلز
ليندا مكارتني: زوجة بول مكارتني
هيذر مكارتني: ابنة ليندا مكارتني
بيلي بريستون: عازف الأورج (في بعض الأغاني)
آلان بارسونز: مشغل شرائط التسجيل
باتي بويد: زوجة جورج هاريسون
مورين ستاركي: زوجة رينجو ستار 

## إنتاج المسلسل
سأل المخرج والمنتج "بيتر جاكسون"، أثناء زيارته لشركة "آبل" لإقامة معرض محتمل عن فريق "البيتلز"، عن اللقطات الأرشيفية للفيلم الوثائقي لعام 1970 للألبوم. وتمكن جاكسون من الوصول لهذه المقاطع القديمة. كان جاكسون مترددًا في التوقيع على المشروع بسبب مخاوفه من التوتر والحدة التي تظهر بين أعضاء الفريق وتحدث عنها الجميع قديماً والتي تحيط بتفكك فريق البيتلز. عند مشاهدة اللقطات، قال: "شعرت بالارتياح لاكتشاف أن الواقع مختلف تمامًا عن الأسطورة بالتأكيد، وهناك لحظات من الدراما." ستون ساعة من لقطات الفيلم، تم تصويرها في يناير 1969، وأكثر من 150 ساعة من التسجيلات الصوتية من فيلم "فلتكن" تم إتاحتها لجاكسون وفريق عمله.
استعمل جاكسون تقنيات ترميم الأفلام التي تم تطويرها، وقضى جاكسون ما يقرب من أربع سنوات في عمل مونتاج المسلسل  بالتعاون مع بول مكارتني ورينجو ستار وأرامل جون لينون (يوكو أونو) وجورج هاريسون (أوليفيا هاريسون)، بالإضافة إلى المشرف الموسيقي جايلز مارتن (ابن جورج مارتن والمنتج الدائم لمشاريع فريق البيتلز منذ عام 2006). قال مكارتني في بيان صحفي: "أنا سعيد حقًا لأن بيتر تعمق في أرشيفاتنا لصنع الفيلم مما يظهر حقيقة تسجيل فريق البيتلز معًا" ، بينما ردد ستار: "كانت هناك ساعات وساعات نضحك ونشغل الموسيقى، وليس مثل ما جاء في فيلم عام 1970، كان هناك الكثير من السعادة وأعتقد أن بيتر سيظهر ذلك."
تم إقناع شركة "ديزني" بالسماح بتضمين الألفاظ النابية، مع وضع تحذيرات بشأن أعمار المشاهدين في بداية كل حلقة. وفقًا لجاكسون: "فرقة البيتلز هم أولاد سكاوس (هي لهجة للغة الإنجليزية مرتبطة بليفربول ومقاطعة ميرسيسايد المحيطة) وهم يستخدمون السب بحرية ولكن ليس بطريقة عدوانية أو جنسية. لقد جعلنا ديزني توافق على ذلك السباب، والتي أعتقد أنها المرة الأولى لقناة ديزني." الحلقات أيضًا تحتوي على تحذيرات بشأن أعمار المشاهد لاستخدام التبغ. ونتيجة لذلك، حصل الإصدار إلى دور العرض على السماح للمشاهدة من سن 13.  

## محتوى العمل
يغطي المسلسل فترة 21 يومًا في الاستوديو أثناء تدريب فريق البيتلز على ألبوم قادم، وحفل موسيقي ومشروع فيلم، والذروة مع الحفلة الموسيقية الكاملة على السطح التي مدتها 42 دقيقة. وصف جاكسون المسلسل بأنه "فيلم وثائقي عن فيلم وثائقي"، بالإضافة إلى أنه "أقوى" من فيلم "لتكن" عام 1970، لأنه يتضمن أحداثًا مثيرة للجدل مثل استقالة هاريسون القصيرة من الفرقة، والتي لم يغطها الفيلم الأصلي. باستثناء لقطات محددة حيث لا يوجد بديل، لم يتم إعادة استخدام معظم المواد واللقطات التي ظهرت في الفيلم القديم.
يؤكد بن سيساريو من صحيفة نيويورك تايمز على المشاهد الافتتاحية للمسلسل من يناير 1969، أثناء تأليف مكارتني وصناعته لأغنية "أرجع" التي بدأها من لا شيء أثناء انتظار لينون الذي تأخر. في مقالته، يفترض سيساريو كذلك أن: هدف لينون الوحيد في مشروع "ارجع" كان التواصل مع الجمهور، طلب مكارتني من الفريق إظهار الحماس للمشروع أو التخلي عنه، فكر هاريسون صراحة في "طلاق" (الفريق)، بينما كان الفريق بأكمله غير مرتاح لوجود أونو (زوجة لينون) في الجلسات. عارض آندي ويلش من صحيفة "الجارديان" في مقالته عن الفيلم حيث كتب: "لم تفرق يوكو فريق البيتلز. كان إلقاء اللوم عليها دائمًا اتهامًا سخيفًا وكسولًا". في مشاهد صريحة أخرى، يقدم ستار لأونو قطعة علكة، وتهمس ليندا مكارتني مع يوكو بينما يعزف الفريق أغنية "فليكن". أثار هاريسون إعجاب الفريق بغناء وعزف بعض أغاني بوب ديلان وحدث المثل عندما غنى مكارتني أغنية لينون "حقول الفراولة للأبد "بموافقة لينون، ودافع مكارتني عن أونو وهو حزين على نهاية الفريق.
مشهد رئيسي آخر يتضمن غداء، بعيداً عن الكاميرا، بين لينون ومكارتني. وضع صانعو الفيلم ميكروفونًا في النبات على الطاولة دون علم أي شخص، حيث التقط المحادثة. أثناء الغداء، ولينون يقول أن مكارتني أصبح قائد الفريق، وهذا ما ينفيه مكارتني ويقول لزميله: "أنت ما زلت الرئيس، أنا فقط الرئيس الثانوي". كما ناقشوا معاملتهم لهاريسون، وتذكروا الماضي وناقشوا مستقبل الفريق.

## اصدار المسلسل والفيلم
تم الإعلان عن المشروع في 30 يناير 2019، في الذكرى الخمسين لحفل البيتلز الموسيقي على السطح. وفي 11 مارس 2020، أعلنت استوديوهات والت ديزني أنها حصلت على حقوق التوزيع العالمية لفيلم جاكسون الوثائقي، الذي يحمل الآن العنوان "البيتلز: ارجع" وتحدد مبدئيًا ليتم إصداره إلى دور العرض بواسطة والت ديزني بيكتشرز في 4 سبتمبر 2020 في الولايات المتحدة وكندا، مع إصدار عالمي يليه. قال جاكسون إن الفيلم الروائي كان سيصل إلى حوالي ساعتين ونصف الساعة. في 12 يونيو 2020، تم تأجيله إلى 27 أغسطس 2021 بسبب جائحة كوفيد.
في 16 نوفمبر، حضر مكارتني العرض الأول لفيلم "البيتلز: ارجع" خلال الأيام الأربعة الأولى من اصداره، تم بث المسلسل لما مجموعه 503 مليون دقيقة (أي ما يعادل 1.07 مليون مشاهدة كاملة)، وكان الأشخاص الذين تزيد أعمارهم عن 55 عامًا يشكلون 54٪ من التركيبة السكانية للمشاهدين.
خلال عرض فيلم العرض الحي على السطح The Rooftop Concert في 30 يناير 2022، صرح جاكسون أنه يأمل في إصدار نسخة ممتدة من المسلسل تشمل ثلاث إلى أربع ساعات إضافية من لقطات الأداء غير المرئية سابقًا ومحادثات الفريق، بالإضافة إلى مواد إضافية ومقابلات جديدة. قال إن الأمر يحتاج المساعدة من المشجعين للضغط على شركة ديزني وآبل كوربس لإصدار هذه الطبعة.

## استقبال العمل
منح موقع "الطماطم الفاسدة" المسلسل والفيلم تقييماُ مقداره 93% بناءاً على آراء 119 ناقداً، وكتب إجماع نقاد الموقع: "قد يكون هذا أمرًا جيدًا للغاية بالنسبة لبعض المشاهدين، ولكن "البيتلز: ارجع" يقدم نظرة غامرة بشكل مثير على العملية الإبداعية للفريق."
منح موقع "ميتاكريتيك" المسلسل والفيلم تقييماُ مقداره 85% بناءاً على آراء 28 ناقداً.
وصفت شيري ليندن من صحيفة هوليوود ريبورتر الفيلم الوثائقي بأنه "قصة غامرة في اللحظة لفريق يحدد علامات جيله، في عملية الإبداع، وتقدم نظرة فاحصة على الكيمياء بين رباعي الفريق." أشاد روب شيفيلد من مجلة رولينج ستون بالعلاقة الحميمة الظاهرة في المسلسل الصغير، مسلطًا الضوء على "لحظاته الهادئة" باعتبارها "قلب الفيلم". منح ريتشارد روبر من صحيفة شيكاغو صن تايمز المسلسل الصغير درجة أربعة من أصل أربعة نجوم، معتبراً إياه "أحد أكثر العروض إمتاعًا وإقناعًا وهامة في تاريخ الموسيقى المصورة" وأثنى على جودة لقطات الأداء على السطح. كتب إد كومينغ في الإندبندنت، أن الحدة التي تحدق بفريق البيتلز والتي "اكتسبت جودة أسطورية" منذ فيلم ليندساي هوغ عام 1970، ولكن من خلال تغطية جاكسون الموسعة، "أي تقييم مستقبلي للفريق وأعضائه يجب أن يقيسها الناس بما نراه هنا."
كتب أوين جليبرمان من مجلة فاريتي إنه في حين أن القصة "تتعرج" و"منتفخة" في الجزء الثالث، فهي صورة "إدمانية" لفريق "متسامي" تتجاوز "كل من الضجيج وقلق المعجبين". وصف أليكسيس بتريديس من صحيفة "الجارديان" المسلسل بأنه "بلا هدف"، مع أجزاء تعاد وتتكرر وذلك "تهديدًا لصحة عقلية المشاهد"، وقال إنه على الرغم من وجود "لحظات رائعة"، إلا أنها كانت قليلة جدًا ومتباعدة. انتقد فيليب نورمان، كاتب مجلة التايمز وكاتب سيرة البيتلز، بشدة مونتاج اللقطات والنبرة العامة لعمل جاكسون، وعلق على أنه تم تجاهل العديد من "الحقائق المزعجة"، بما في ذلك إدمان لينون على الهيروين وتم إهمال أجزاء توضح "اصطياد" أونو.

## الجوائز والترشيحات
جوائز مونتير السينما الأمريكية 5 مارس 2022: فاز بجائزة أفضل فيلم وثائقي تم مونتاجه - (غير مسرحي) جابيز أولسن 
جوائز جمعية الصوتيات السينمائية 6 مارس 2022: فاز بجائزة الإنجاز المتميز في دمج الصوت للتلفزيون غير الخيالي أو المنوعات أو الموسيقى - مسلسلات أو عروض خاصة (بيتر ساتون - مايكل هيدجز - برنت بيرج - أليكسيس فيودوروف - سام أوكل - مايكل دونالدسون) (عن الجزء 3)
جوائز جولدن ريل 13 مارس 2022: فاز بجائزة الإنجاز المتميز في مونتاج الصوت - فيلم وثائقي غير مسرحي (برنت برج - مارتن كووك - مات ستاتر - باستر فلوز - ميلاني جراهام - إميل دي لا ري - ستيف غالاغر - تاني أبجون-بيتسون - مايكل دونالدسون - وسيمون رايلي) (عن الجزء 3)
نقابة منتجين أمريكا 19 مارس 2022: فاز بلقب "المنتج البارز للتلفزيون الواقعي" كل من: بول مكارتني - رينجو ستار - يوكو أونو لينون - أوليفيا هاريسون - بيتر جاكسون - كلير أولسن - جوناثان كلايد - جيف جونز - كين كامينز.
جمعية نقاد التلفزيون 6 أغسطس 2022: فاز بمرتبة الإنجاز البارز في الأخبار والمعلومات (مسلسل "البيتلز: ارجع") 
جوائز جمعية نقاد هوليوود للتلفزيون 14 أغسطس 2022: فاز بجائزة أفضل مسلسل وثائقي أو غير خيالي (مسلسل "البيتلز: ارجع") 
جوائز برايم تايم إيمي 3 سبتمبر 2022: فاز الجزء الثالث بجائزة سلسلة أفلام وثائقية أو واقعية رائعة – جائزة إخراج متميز لبرنامج وثائقي / واقعي – جائزة مونتاج الأفلام المتميز لبرنامج غير خيالي – جائزة مونتاج صوت رائع لبرنامج واقعي بكاميرا فردية أو متعددة الكاميرات – جائزة أفضل مزج صوت رائع لبرنامج واقعي (كاميرا واحدة أو كاميرات متعددة) 
جوائز اختيار النقاد للأفلام الوثائقية 13 نوفمبر 2022: فاز بجائزة أفضل مسلسل وثائقي محدود – فاز بجائزة أفضل فيلم وثائقي موسيقي – رشح لجائزة أفضل فيلم وثائقي أرشيفي – رشح لجائزة أفضل مونتاج.
جوائز "سينما آي اونار " 12 يناير 2023: جائزة المونتاج الإذاعي المتميز (معلق) 

## وصلات خارجية
https://elcinema.com/work/2070265 البيتلز: ارجع (مسلسل)
https://www.imdb.com/title/tt9735318/ البيتلز: ارجع (مسلسل)
https://www.filmaffinity.com/us/film305734.html البيتلز: ارجع (مسلسل)
https://letterboxd.com/film/the-beatles-get-back/ البيتلز: ارجع (مسلسل)
https://www.themoviedb.org/tv/128876-the-beatles-get-back البيتلز: ارجع (مسلسل)
https://www.allmovie.com/movie/the-beatles-get-back-v728074 البيتلز: ارجع (مسلسل)
https://www.allocine.fr/series/ficheserie_gen_cserie=29470.html البيتلز: ارجع (مسلسل)
https://disneyplusoriginals.disney.com/movie/the-beatles-get-back البيتلز: ارجع (مسلسل)
https://www.apps.disneyplus.com/sa/onboarding?ref=%2Fseries%2Fwp%2F7DcWEeWVqrkE البيتلز: ارجع (مسلسل)